# Сербская демократическая партия
Се́рбская демократи́ческая па́ртия (серб. Српска демократска странка — СДС) — политическая партия, действующая в Республике Сербской Боснии и Герцеговины.

## История
Партия была основана в 1990 году. Решение о ее создании было принято в кругах национально ориентированной сербской интеллигенции  БиГ, поддерживавшей тесные связи с представителями научно-культурной элиты Сербии. Социальную основу партии составили обычные боснийские сербы: рабочие, служащие, состоятельные крестьяне. Большую помощь в создании СДП БиГ сыграли различные национально ориентированные сербские организации из Сербии, Хорватии и Черногории, Сербская православная церковь. Сделали многое для поднятия рейтинга  движения официальные лица и СМИ Сербии. Партия  достаточно быстро смогла встать на ноги в финансовом плане, в т.ч. и за счет членских взносов и пожертвований. 
В условиях набиравшего силу процесса дезинтеграции Югославии «главной и  достижимой» целью СДП провозглашалось единое государство проживающего в Югославии сербского  народа. Представители партии в программе и  в ходе отдельных мероприятий высказывались за сохранение СФРЮ в её признанных границах. Однако в большинстве выступлений, указывая на сепаратистские настроения Загреба и Любляны,они агитировали за создание на её месте «Малой Югославии» из Сербии, Черногории, БиГ, Македонии и населенных сербами областей Хорватии. Новое содружество должно было появиться за счет выхода из СФРЮ Словении и Хорватии без её населенных сербами территорий. По мнению представителей партии, единство Сербии, Черногории, БиГ, Македонии и населенных сербами областей Хорватии (Республика Сербская Краина) следовало осуществить в рамках югославского содружества самостоятельных республик. Причем в компетенции новой федерации должны были остаться существовавшие полномочия. С  целью предотвратить возможность выхода БиГ из  состава федерации партия выступила с требованием об образовании в скупщине Веча народов, посредством которого народы республики получили бы право накладывать вето на неугодные им решения. По мнению лидеров партии, республика должна была оставаться унитарным государством в будущей федерации. Однако в случае обретения ей независимости внешние границы БиГ оказывались под вопросом. Если она становилась независимой помимо воли сербов, учрежденное СДП Сербское национальное вече должно было обеспечить отсоединение от республики населенных сербами территорий. В контексте поддержки и близости лидеров СДП к сербским национально ориентированным кругам в Белграде, чей политический курс был направлен на централизацию СФРЮ, сопровождавшуюся упразднением государственности её субъектов, а также ряда приведенных целей партии представляется вполне реальным, что в случае их достижения следующей задачей движения стало бы вовлечение Боснии в состав Сербии. При этом БиГ лишалась бы государственного статуса и в перспективе на в ней мог быть установлен военно-полицейский режим доминирования сербского меньшинства по примеру Косово. 
Движение также выступило за усиление авторитета православного клира.
После начала активной фазы распада Югославии партия стала активно выступать за создание независимого сербского государства на территории Боснии и Герцеговины; в настоящее время партия считает себя создателем Республики Сербской по воле сербов Боснии и Герцеговины. На первых многопартийных выборах 1990 года партия получила 71 место в Скупщине Боснии и Герцеговины из 240. Позднее партия разделилась на две части — СДС в Республике Сербской и СДС в Республике Сербская Краина (после операции «Буря» в 1995 году РСК прекратила своё существование). СДС активно участвовала в Боснийской войне и осуществляла управление Республикой Сербской.

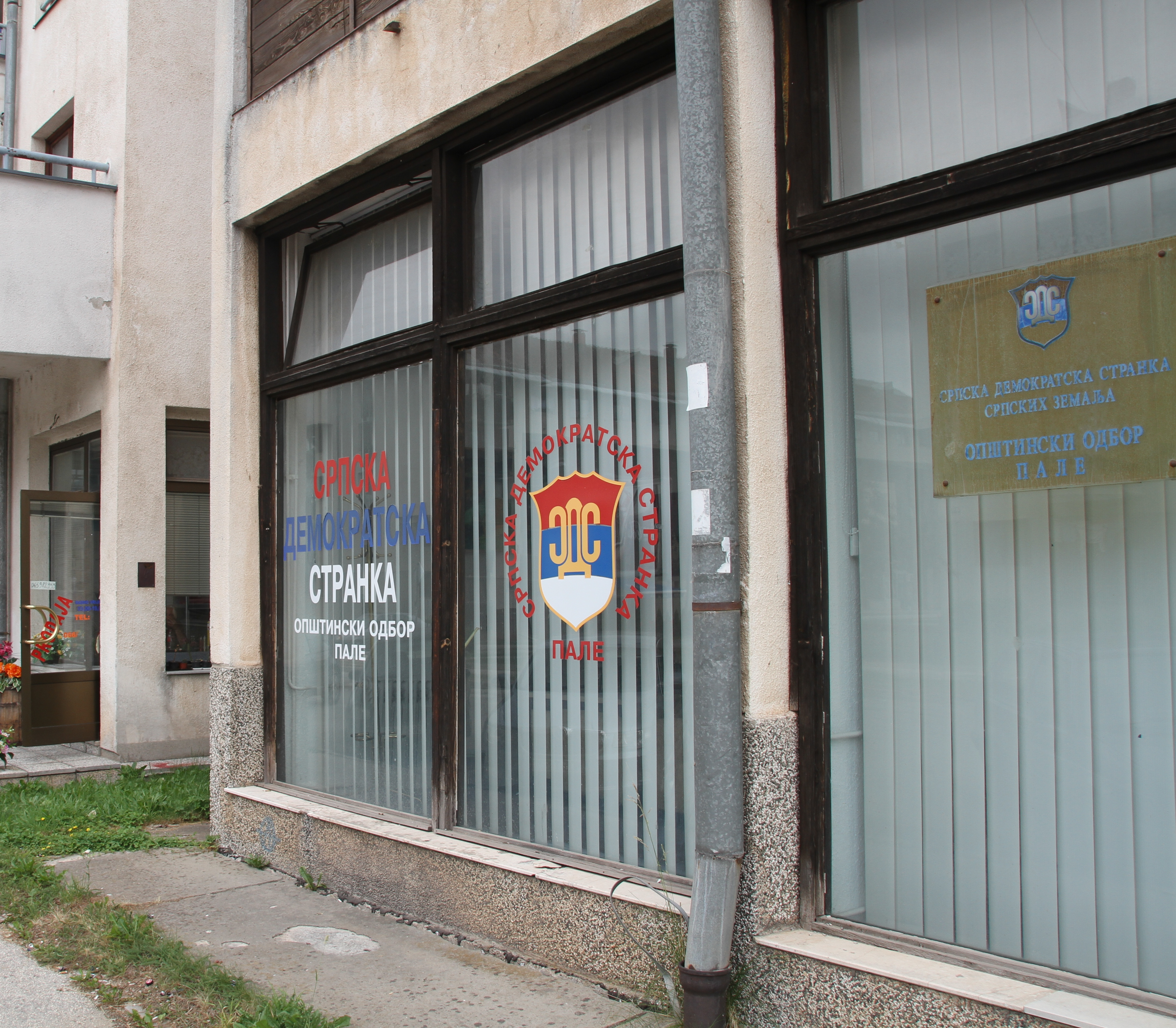
Общинное отделение Сербской демократической партии в Пале

В 1991-98 и в 2001-06 годах партия находилась у власти в Республике Сербской. Президентами РС от СДС были Радован Караджич (1992-96), Биляна Плавшич (1996-98), Мирко Шарович (2000-02), Драган Чавич (2002-06), премьер-министрами — Бранко Джерич (1992-93), Владимир Лукич (1993-94), Душан Кожич (1994-95), Райко Касагич (1995-96), Гойко Кличкович (1996-98) и Перо Букейлович (2005-06). В настоящее время партия придерживается национально-консервативных позиций и выступает за придание Республике Сербской независимости (взяв за пример провозглашение независимости Косово в 2008 году).

## Участие в выборах
На парламентских выборах 3 октября 2010 года партия получила 137 843 голоса и 4 депутатских мандата в Палате представителей Парламентской Скупщины Боснии и Герцеговины — 22,19% голосов от общего числа избирателей в Республике Сербской. На прошедших одновременно президентских выборах представитель партии Младен Иванич занял второе место по сербскому списку, получив 285 927 (47,3%) голосов. Партия также собрала 120 136 (18,97%) голосов и 18 из 83 депутатских мандатов на прошедших одновременно выборах в Народную Скупщину Республики Сербской.